# Demo Kabeza de Lenteja
Demo Kabeza de Lenteja es el Demo del grupo Ecuatoriano de punk rock Kabeza de Lenteja. Este material contiene 3 canciones. 

## Lista de canciones
Todas las canciones escritas y compuestas por Demo Kabeza de Lenteja. 
| N.º | Título                    | Duración |  |
| 1.  | «Manuela»                 | 1:42     |  |
| 2.  | «Que Bonita es mi ciudad» | 2:23     |  |
| 3.  | «Rio Burro»               | 1:54     |  |

## Créditos
- Xavier Pb – voz y guitarra
- Alex Largacha – voz y guitarra
- Pancho Bass – bajo y coros
- Jhon Jairo Vélez – batería